# Carlos Rodrigo Ortiz
Carlos Rodrigo Ortiz (auch: Karl) (* 1851 in Álamos, Mexiko; † 1902 in Mexiko-Stadt) war ein mexikanischer Politiker.

## Leben
Als Sohn eines Großgrundbesitzers geboren, erhielt Ortiz Privatunterricht und ging auf das Liceo in Sonora. Ab 1871 studierte er Rechtswissenschaften und Kameralistik in Göttingen und Leipzig. Während seines Studiums in Leipzig wurde er 1871/72 Mitglied des Akademischen Turnvereins (heute: Burschenschaft Normannia Leipzig). Er studierte auch in Mexiko-Stadt an der Universität.
Nach seinem Studium wurde er Grundbesitzer in Mexiko und engagierte sich in der Liberalen Partei. 1877 wurde er Abgeordneter des 1. Wahlbezirks in Álamos für das Parlament von Sonora, 1880 Bundesabgeordneter für Álamos. Als solcher erhielt er eine Konzession der mexikanischen Bundesregierung zum Bau einer Staatseisenbahn von Álamos nach Yavaros. Er baute auch die Eisenbahn zwischen Guaymas und Hermosillo, die 1881 eingeweiht wurde. Vom 1. September 1881 bis 1883 war er Gouverneur des Bundesstaats Sonora. In seiner Amtszeit führte er die gesetzliche Schulpflicht in Sonora ein und gründete das 1882 eröffnete Wissenschaftliche und Literarische Institut in Hermosillo. 1883 wurde seine Amtszeit um 40 Tage verlängert, dann wurde er jedoch von General Juan de la Luz Enríquez (1836–1892) zum Rücktritt gezwungen, woraufhin Ortiz sich aus der Politik gänzlich zurückzog. 1898/99 unternahm er eine Europareise, die ihn auch für mehrere Wochen nach Leipzig führte, wo er im Wintersemester 1898/99 an fast allen Veranstaltungen seiner alten Studentenverbindung teilnahm.